# Referendum costituzionale in Mauritania del 2017
Il referendum costituzionale del 2017 in Mauritania ha avuto luogo il 5 agosto 2017. Il popolo è stato chiamato a pronunciarsi su due progetti di legge. Il primo verteva su riforme istituzionali, tra le quali in particolare la soppressione del Senato e l'attuazione del regionalismo; il secondo sulla modifica dei simboli nazionali della bandiera e dell'inno nazionale. Entrambi i quesiti sono stati approvati a larghissima maggioranza e le rispettive leggi sono state promulgate il 15 agosto seguente.

## Oggetto
Il referendum insisteva su due progetti di legge recanti revisione delle disposizioni della Costituzione del 20 luglio 1991 e delle relative leggi di modifica.
Il primo dei due progetti prevedeva la soppressione del Senato e l'attuazione del regionalismo. A quest'ultimo fine il testo contemplava l'istituzione di una nuova categoria di collettività territoriali dotate di consigli regionali eletti dal popolo e chiamati a fungere da strumento di promozione e pianificazione dello sviluppo su scala regionale.
Il progetto prevedeva inoltre l'introduzione del controllo sulle leggi in via d'eccezione, l'istituzionalizzazione dell'Alto consiglio della fatwā e dei ricorsi amministrativi in luogo dell'Alto consiglio islamico e del difensore civico della Repubblica, l'attribuzione delle questioni ambientali alla competenza del Consiglio economico e sociale e, in un primo momento, la soppressione dell'Alta corte di giustizia. Quest'ultima riforma fu successivamente stralciata dalla consultazione.
Altri emendamenti costituzionali «tendenti ad accentuare il carattere patriottico della Repubblica e a migliorare il funzionamento delle sue istituzioni» erano inclusi nel secondo progetto di legge. La bandiera sarebbe stata caricata di due bande rosse, alla base e al vertice, a simboleggiare il sangue versato per la patria, e l'inno nazionale sarebbe stato modificato.

## Tappe del progetto di legge
Il progetto di revisione costituzionale fu varato dal consiglio dei ministri del 3 novembre 2016. Il presidente della Repubblica, Mohamed Ould Abdel Aziz, indisse il referendum per gennaio 2017. Il progetto si riallacciava alle sedute del dialogo inclusivo organizzato tra maggioranza e opposizione moderata e tenuto dal 29 settembre al 20 ottobre, dialogo boicottato da parte dell'opposizione mauritana.
Il referendum fu però annullato il 30 dicembre «a causa di una difficile congiuntura economica». Anziché alla consultazione, il governo procedette allora a una revisione costituzionale per via parlamentare, in base all'art. 99 della Costituzione. Il Parlamento in seduta comune (Assemblea nazionale e Senato) si trovò allora a decidere se adottare la riforma a maggioranza dei 3/5 dei voti, dopo che le due Camere si fossero pronunciate separatamente a maggioranza dei 2/3 dei rispettivi membri.
Il 9 marzo 2017, il progetto fu adottato dall'Assemblea nazionale con 141 voti su 147, ma il 18 marzo il Senato lo respinse con 33 voti (24 dei quali della maggioranza di governo) su 56. Benché i senatori avessero votato contro, restarono minoritari nel Parlamento in seduta comune. Il solo totale dei voti a favore espressi il 9 marzo dai membri della Camera bassa fu perciò sufficiente per superare la soglia dei 3/5.
Tuttavia, il 22 marzo, il presidente mauritano prese atto del rifiuto della Camera alta e decise, com'è sua prerogativa in base all'art. 38 della Costituzione, di ricorrere finalmente alla consultazione popolare per dotare il progetto di legittimazione popolare, pur considerando impossibile al momento fissare una data, salva la necessità di tenere il referendum «il più presto possibile». Abdel Aziz decise allora di distinguere due quesiti, uno sulle istituzioni e l'altro sui simboli nazionali.
Il 21 aprile il governo annunciò la data della consultazione, prevista per il 15 luglio seguente. L'8 giugno il Consiglio dei ministri spostò la data di tre settimane, posticipando il referendum al 5 agosto. Questo slittamento fu conseguenza di una richiesta della Commissione elettorale nazionale indipendente, volta a prolungare il censimento della popolazione per il rinnovo delle liste elettorali, che datavano ancora al 2014. La Commissione temeva in effetti che un censimento incompleto e non in grado di assicurare una buona partecipazione avrebbe rimesso in causa la credibilità del voto. Inoltre incombeva sulla consultazione il tempo del ramadan che, cadendo quell'anno a fine giugno, avrebbe potuto abbreviare la campagna elettorale.

## Opposizione
Le riforme istituzionali non suscitarono troppa resistenza nel popolo, ma solo quella violenta dei membri del Senato, che pure appartenevano in gran parte alla maggioranza. Lo stesso non fu però per le modifiche alla bandiera e all'inno. Tra i mauritani si temeva che cambiare inno aggravasse la frattura tra le varie comunità del paese.
Secondo molti giuristi, l'art. 99 della Costituzione, che attribuisce al presidente della Repubblica il potere di indire un referendum, non poteva essere invocato in materia costituzionale, il che li indusse a ritenere che Abdel Aziz avrebbe violato la legge fondamentale persistendo nel suo intento.
Poco dopo l'annuncio dell'apertura di un percorso referendario in seguito al voto negativo del Senato, nella capitale Nouakchott si tennero manifestazioni, soprattutto giovanili. Nacque così un comitato Jamais la modification de la Constitution («Mai la modifica della Costituzione») che pretendeva l'annullamento della consultazione e l'assegnazione dei 6 miliardi di ouguiyas (circa 16 milioni di euro) necessari per il suo svolgimento alle infrastrutture educative del paese, bisognose di fondi.
Sul piano politico, l'opposizione restava divisa sul modo di contrastare il progetto. Il principale schieramento delle forze contrarie al presidente Abdel Aziz, il Forum nazionale per la democrazia e l'unità, si scindeva tra i partigiani del boicottaggio del voto e coloro che preferivano l'appello a votare No. Il 4 luglio l'opposizione si compattò finalmente intorno al boicottaggio.
La decisione fu presa in successione dalla quasi totalità dei partiti riuniti in coalizione in seguito alla scelta della principale componente d'opposizione, il partito islamista Tawassul, sebbene quest'ultimo preferisse inizialmente l'appello al voto contrario. L'inversione di rotta era legata alla Crisi del Golfo esplosa il 5 giugno tra il Qatar e una coalizione di paesi musulmani guidata dall'Arabia Saudita. La crisi spinse la Mauritania, alleata quest'ultima, a rompere a sua volta le relazioni diplomatiche con il Qatar minacciandone i sostenitori. Temendo che il partito fosse messo fuori legge a causa della sua vicinanza al Qatar, i dirigenti di Tawassul, forti della propria importanza in seno alla coalizione, decisero allora di adottare una posizione meno drastica dell'appello al No e di pronunciarsi invece per l'astensione, costringendo gli alleati ad allinearsi a questa scelta.

## Voto e risultati
I due quesiti furono posti in francese e in arabo, riportando in dettaglio alcune delle riforme più significative.
Scheda gialla:
| Risultati              | Preferenze                 | Percentuale sui voti validi |
| ---------------------- | -------------------------- | --------------------------- |
| Sì                     | 573 935                    | 85,67%                      |
| Neutrali               | 28 894                     | 4,31%                       |
| No                     | 67 146                     | 10,02%                      |
| Schede bianche e nulle | 76 314                     | –                           |
| Totale votanti         | 746 289                    | 100,00%                     |
| Corpo elettorale       | 1 389 092 affluenza 53,72% |                             |

Scheda azzurra:
| Risultati              | Preferenze                 | Percentuale sui voti validi |
| ---------------------- | -------------------------- | --------------------------- |
| Sì                     | 584 084                    | 85,61%                      |
| Neutrali               | 30 039                     | 4,40%                       |
| No                     | 69 124                     | 9,99%                       |
| Schede bianche e nulle | 64 408                     | –                           |
| Totale votanti         | 746 655                    | 100,00%                     |
| Corpo elettorale       | 1 389 092 affluenza 53,75% |                             |

## Attuazione
Le riforme costituzionali sono entrate in vigore il 15 agosto 2017 con la promulgazione da parte del presidente della Repubblica. Specificamente, la Camera bassa mauritana ha assunto da quella data i poteri del senato ed è stata adottata la nuova bandiera. L'inno nazionale, anziché essere semplicemente modificato, è stato sostituito: la musica è stata affidata all'egiziano Rajih Daoud, il testo a una commissione di poeti scelti dall'autorità e il nuovo inno è stato adottato nel novembre 2017.
Il 9 gennaio 2018 il Parlamento ha votato la legge organica di decentramento, che definisce lo statuto e le competenze di sei nuove regioni, due delle quali dotate di statuto speciale. Le due maggiori città del paese, la capitale Nouakchott e Nouadhibou, sono divenute a tutti gli effetti collettività territoriali regionali. Le regioni sono amministrate da un organo deliberante, il Consiglio regionale, eletto a suffragio universale diretto per un mandato quinquennale, e da un organo esecutivo composto da un presidente, anch'esso eletto a suffragio universale diretto, e da diversi vicepresidenti eletti dal Consiglio. Le prime elezioni regionali si sono tenute il 1º settembre 2018 contestualmente alle politiche.